# Indonemoura curvicornia
Indonemoura curvicornia is een steenvlieg uit de familie beeksteenvliegen (Nemouridae). De wetenschappelijke naam van de soort is voor het eerst geldig gepubliceerd in 2009 door Wang & Du.